# Felipe Novoa (poeta)
Felipe Novoa (Buenos Aires, 30 de enero de 1909 - Montevideo, 1989) fue un poeta y crítico de arte uruguayo de origen argentino. 

## Biografía
Siendo muy joven se establece en Montevideo en donde comienza su actividad intelectual a partir de 1935 vinculándose a todo el quehacer cultural de ese momento. Un personaje muy querido y de gran trayectoria cultural incluso en los momentos más crueles de la dictadura militar en Uruguay - fue perseguido por su ideología política de izquierda. Fue de gran importancia social y cultural - también un personaje con cientos de anécdotas: una de ellas, regaló la primera guitarra a la entonces incipiente y joven cantante argentina Mercedes Sosa.
En el año 1946 fundó y dirigió el Teatro de Títeres "El Duende"  dentro de la Institución teatral Teatro El Galpón junto a Atahualpa del Cioppo y Rosita Bafico. En ese mismo año se fundó la Aiape (Asociación de Intelectuales, Artistas y Periodistas) que fue presidida por varios años por Juana de Ibarbouru  y contó con importantes intelectuales como Montiel Ballesteros, Daniel Vidart, etc. y de la cual fue Secretario General.
Desde el año 1949 hasta aproximadamente el año 1969 integra la Aude (Asociación Uruguaya de Escritores) integrada por escritores como Alba Roballo, Julio Moncada, etc.
Desde el año 1955 al año 1970 crea y dirige junto a otros escritores las Jornadas Interamericanas de Poesía que se desarrollan en Piriápolis y posteriormente en Punta del Este trayendo escritores de la talla de Haroldo Conti, Jorge Amado,etc.
Integró la Asociación de la Prensa y crea el Primer Festival de Cine de Punta del Este junto a Gustavo Trelles (encargado del archivo de Cine Arte del Sodre) en donde vienen figuras de la talla de Gerard Philippe y de reconocidos directores.
Crea junto a otros artistas la Universidad Popular con la finalidad de que las clases populares puedan tener acceso al estudio y a la cultura.
Integró en 1970 la Cámara de Defensa del Patrimonio Nacional junto al General Licandro, Líber Seregni y otras personalidades que actuaron contra toda injerencia y a favor de los derechos que cada nación y región tienen sobre su propio patrimonio.
Fue conferencista, crítico de Artes Plásticas en el Diario "El Popular" y también escribió para el semanario Marcha. Escribió primero poesía y luego incursionó en el cuento y la novela.
Fue finalista en el Concurso Casa de las Américas, premio que finalmente no fue otorgado por una discrepancia en la aplicación de dicho concurso.Gana en 1970 el primer premio en el Concurso Latinoamericano de Cuentos organizado por la revista Imagen de Venezuela por el cuento "La noche de los capitanes".

## Obras
- 1947 - Viento Desnudo
- 1956 - Escala en el Mar
- 1960 - El Barco
- 1965 - El Barco y otros Poemas
- 1966 - Te aconsejo Adán
- 1983 - La novia herida
- 1988 - La noche de los capitanes

En 2007 se publica en forma póstuma la novela "El tiempo abre el juego".